# Mark Armstrong (calciatore)
Mark Armstrong (...) è un ex calciatore neozelandese, di ruolo attaccante.

## Carriera

### Nazionale
Ha collezionato 7 presenze e tre reti con la maglia della Nazionale.